# Street League Skateboarding
La Street League Skateboarding (SLS) est le principal circuit de compétitions internationales de skateboard professionnel, de la discipline du street.  
La league présente 25 skateboarders professionnels et la plus importante récompense financière. Cette league a été créée par Rob Dyrdek en 2010. Le circuit SLS est devenu la principale voie de qualification pour les épreuves olympiques de Tokyo 2020.
L'objectif de la Street League Skateboarding est de rendre le skateboard plus visible et de contribuer à sa popularité auprès de tous les publics.

## Fonctionnement
Le fonctionnement a changé selon les éditions de la compétition. Ce paragraphe décrit le fonctionnement utilisé depuis 2012.
Le championnat se compose de plusieurs étapes qui permettent aux skateurs de se qualifier pour la grande finale désignant le vainqueur de l'année.

La compétition comporte trois épreuves :
1. Flow (10 points max) : Les Riders disposent de deux runs de 45 secondes chacun. Seul le meilleur des deux est pris en compte.
2. Control (10 points max) : Chaque rider a cinq essais pour réaliser le meilleur trick.
3. Impact (10 points max par trick, donc 40 au total) : Les riders ont six essais pour replaquer leur plus gros trick sur le module principal qui comprend en général, des marches, un rail et/ou un curb. Seuls les 4 meilleurs scores comptent.

Le vainqueur est celui qui fait le meilleur score au total. Le score maximal est donc de 60 points.
Pour la grande finale, 8 joueurs sont qualifiés. 
A la fin de chaque épreuve, 1 joueur est éliminé.
Il reste donc 6 riders pour l'épreuve Impact section.
Les points sont fixés par cinq juges qui basent leur note sur quatre critères : 
- le style
- la difficulté
- la diversité des manœuvres
- l’utilisation des différents modules du park

## Street League Foundation
La Street League Foundation a été créée dans le but d'accroître la pratique du skateboard dans le monde. Elle aide les municipalités et les organismes sans but lucratif à concevoir, développer et construire des skateparks adaptés. La fondation aide également à la création de communauté visant à promouvoir la pratique du skateboard.

## Palmarès

### Street League 2010
| Etape | Date       | Lieu                | Vainqueur            | Score |
| ----- | ---------- | ------------------- | -------------------- | ----- |
| 1     | 28/08/2010 | Glendale, Arizona   | Nyjah Huston (1)     | 116.0 |
| 2     | 11/09/2010 | Ontario, Californie | Sean Malto (1)       | 120.4 |
| 3     | 25/09/2010 | Las Vegas, Nevada   | Shane J. O'Neill (1) | 146.0 |

### Street League 2011
| Etape  | Date       | Lieu                  | Vainqueur        | Score |
| ------ | ---------- | --------------------- | ---------------- | ----- |
| 1      | 08/05/2011 | Seattle, Washington   | Nyjah Huston (2) | 104.6 |
| 2      | 12/06/2011 | Kansas City, Missouri | Nyjah Huston (3) | 72.6  |
| 3      | 17/07/2011 | Glendale, Arizona     | Nyjah Huston (4) | 77.8  |
| Finale | 28/08/2011 | Newark, New Jersey    | Sean Malto (2)   | 81.2  |

### Street League 2012
| Etape  | Date       | Lieu                  | Vainqueur          | Score |
| ------ | ---------- | --------------------- | ------------------ | ----- |
| 1      | 19/05/2012 | Kansas City, Missouri | Nyjah Huston (5)   | 51.5  |
| 2      | 16/06/2012 | Ontario, Californie   | Nyjah Huston (6)   | 47.7  |
| 3      | 15/07/2012 | Glendale, Arizona     | Paul Rodriguez (1) | 45.7  |
| Finale | 26/08/2012 | Newark, New Jersey    | Nyjah Huston (7)   | 48.5  |

### Street League 2013
| Etape  | Date       | Lieu                                | Vainqueur          | Score |
| ------ | ---------- | ----------------------------------- | ------------------ | ----- |
| 1      | 21/04/2013 | Foz do Iguaçu, Brésil (X Games)     | Nyjah Huston (8)   | 48.8  |
| 2      | 19/05/2013 | Barcelone, Espagne (X Games)        | Nyjah Huston (9)   | 50.4  |
| 3      | 09/06/2013 | Kansas City, Missouri               | Nyjah Huston (10)  | 55.2  |
| 4      | 30/06/2013 | Munich, Allemagne (X Games)         | Chris Cole (1)     | 51.3  |
| 5      | 14/07/2013 | Portland (Oregon), Oregon (X Games) | Paul Rodriguez (2) | 48.0  |
| 6      | 04/08/2013 | Los Angeles, Californie             | Nyjah Huston (11)  | 53.0  |
| Finale | 25/08/2013 | Newark, New Jersey                  | Chris Cole (2)     | 52.8  |

### Street League 2014
| Etape  | Date       | Lieu                    | Vainqueur         | Score |
| ------ | ---------- | ----------------------- | ----------------- | ----- |
| 1      | 29/06/2014 | Chicago, Illinois       | Nyjah Huston (12) | 52.4  |
| 2      | 27/07/2014 | Los Angeles, Californie | Nyjah Huston (13) | 51.0  |
| Finale | 24/08/2014 | Newark, New Jersey      | Nyjah Huston (14) | 51.5  |

### Street League 2015
| Etape  | Date       | Lieu                    | Vainqueur          | Score |
| ------ | ---------- | ----------------------- | ------------------ | ----- |
| 1      | 11/07/2015 | Los Angeles, Californie | Luan Oliveira(1)   | 34.2  |
| 2      | 23/08/2015 | Newark, New Jersey      | Luan Oliveira(2)   | 36.5  |
| Finale | 04/10/2015 | Chicago, Illinois       | Kelvin Hoefler (1) | 35.8  |

### Street League 2016
| Etape  | Date       | Lieu                    | Vainqueur            | Score |
| ------ | ---------- | ----------------------- | -------------------- | ----- |
| 1      | 02/07/2016 | Munich, Allemagne       | Paul Rodriguez (3)   | 34.0  |
| 2      | 28/08/2016 | Newark, New Jersey      | Nyjah Huston (15)    | 36.0  |
| Finale | 02/10/2016 | Los Angeles, Californie | Shane J. O'Neill (2) | 36.4  |

### Street League 2017
| Etape  | Date       | Lieu                    | Vainqueur          | Score |
| ------ | ---------- | ----------------------- | ------------------ | ----- |
| 1      | 04/03/2017 | Tampa, Floride          | Louie Lopez (1)    | 34.6  |
| 2      | 24/06/2017 | Munich, Allemagne       | Nyjah Huston (16)  | 36.1  |
| 3      | 13/08/2017 | Chicago, Illinois       | Dashawn Jordan (1) | 33.8  |
| Finale | 15/09/2017 | Los Angeles, Californie | Nyjah Huston (17)  | 37.0  |

## Sites externes
- Site officiel